# 現代美術自選代表作十五人展
現代美術自選代表作十五人展（げんだいびじゅつじせんだいひょうさくじゅうごにんてん）は、1950年に読売新聞社主催で 髙島屋を会場として、当時の日本洋画界を代表する15名の作家が自選した作品を公開した美術展覧会である。

## 概要
1950年、当時読売新聞社の美術記者であった海藤日出男が発起人となり、近代日本洋画界の具象作家、抽象作家の代表作を展示し、それまでの日本洋画界の集大成として、日本美術が辿ってきた軌跡を検討する目的で開かれた。出品作家は、岡鹿之助、小磯良平、木下孝則、三岸節子、安井曾太郎、野口弥太郎、中山巍、林武、梅原龍三郎、猪熊弦一郎、児島善三郎、東郷青児、岡田謙三、福沢一郎、岡本太郎の15名で、出品作品は合計140点。会場は日本橋髙島屋4階催事場で、会期は1月11日から29日までの19日間であった。この展覧会は、20世紀前半の日本を代表する洋画家の傑作が一堂に会した展覧会として、日本の美術史にその名を残している。

## 出品作家と作品一覧
展覧会パンフレットに従い、作家、作品、制作年の順に表記。作家名および作品名は新字、新かなに統一した。

### 岡鹿之助
1. 堀割　（1929年、滞欧作品）
2. 積雪　（1935年、滞欧作品）
3. 廃墟　（1939年、滞欧作品）
4. 風景　（1937年、滞欧作品）
5. 橋（その一）　（1948年）
6. 花（三色菫）　（1949年）
7. チューリップ　（1945年）
8. 村荘　（1944年）
9. 聖堂　（1949年）
10. 寺　（1938年）
11. 水源地　（1948年）
12. 船　（1949年）
13. 橋（その二）　（1949年）

### 小磯良平
1. 肖像　（1940年）
2. 肖像下絵　（制作年不詳）
3. 裸婦　（1937年）
4. 裁縫をする女　（1939年）
5. 母子像　（1941年）
6. 婦人像　（1938年）
7. 静物　（1948年）
8. 斉唱　（1941年）
9. 婦人図　（1941）
10. 肩掛の女　（1929年）

### 木下孝則
1. I氏像　（1937年）
2. N嬢像　（制作年不詳）
3. エレロ夫人の像　（1936年）
4. F嬢の像　（1940年）
5. 女優の像　（1926年）
6. 川瀬夫人の像　（1943年）
7. K夫人の像　（1926年）

### 三岸節子
1. 静物　（1949年）
2. 静物　（1948年）
3. 室内　（1945年）
4. 花　（1950年、未発表）
5. 花　（1950年、未発表）
6. 静物　（1949年）
7. 室内　（1943年）
8. 室内　（1949年）
9. 花　（1950年、未発表）
10. 室内　（1942年）

### 安井曾太郎
1. 黒き髪の女　（1913年、滞欧作品）
2. 薔薇　（1931年）
3. 水密桃　（1948年）
4. 奥入瀬の秋　（1936年）
5. 承徳の喇嘛廟　（1938年）
6. 薔薇　（1943年）

### 野口弥太郎
1. 夜のテラス　（1930年、滞欧作品）
2. 港の風景　（1948年）
3. 巴里の風景　（1933年、滞欧作品）
4. 巴里の夏　（1929年、滞欧作品）
5. アイヌの老人　（1949年）
6. 伊那の眺　（1948年）
7. フレンチ・カンカン　（1932年、滞欧作品）
8. マダムラゴンデ　（1930年、滞欧作品）
9. 農家の庭　（1947年）
10. 女の顔　（1932年、滞欧作品）
11. プラスベルクール　（1931年、滞欧作品）
12. 女の顔　（1947年）
13. 西唐津港　（1948年）
14. 岩内風景　（1949年）

### 中山巍
1. 鏡　（1947年）
2. スープを飲む老人　（1927年、滞欧作品）
3. 家婦　（1925年、滞欧作品）
4. 赤レジの女　（1941年、滞欧作品）
5. 女の顔　（1941年）
6. 画家とモデル　（1941年）
7. 女のプロフィール　（1942年）
8. 小娘と大根　（1933年）

### 林武
1. K子の像　（1949年）
2. 風景　（1941年）
3. 静物　（1948年）
4. 梳る女　（1949年）
5. 裸婦　（1935年）
6. 静物　（1935年）
7. スペインの女　（1933年）
8. 室戸崎風景　（1933年）
9. 静物　（1935年）
10. 女の顔　（制作年不詳）

### 梅原龍三郎
1. ダリヤ　（1948年）
2. 朝陽　（1945年-1946年）
3. かぼちゃ　（1944年）
4. 天壇遠望　（1943年）
5. 自画像　（1908年）

### 猪熊弦一郎
1. ホロロマノ（ローマ）　（1937年、滞欧作品）
2. 娘と葉　（1940年）
3. 葉をくわえた女　（1940年、滞欧作品）
4. 女と葉　（1940年、滞欧作品）
5. マドモアゼルM　（1940年）
6. 二人　（1947年）
7. 立てるダンスーズ　（1947年）
8. 婦人座像　（制作年不詳）
9. 二人（サーカス）　（1940年、滞欧作品）
10. 赤い上衣の女　（1939年、滞欧作品）
11. 横たわる裸婦　（1948年）
12. 箱の中の小猫　（1949年）
13. 婦人と猫　（1949年）
14. 臥裸婦　（1948年）

### 児島善三郎
1. スペイン装の高田せい子女史　（制作年不詳）
2. 山湖　（1938年）
3. 蓮　（制作年不詳）
4. 虞美人草　（1950年、未発表）
5. 横向きの裸婦　（制作年不詳、滞欧作品）
6. 東風　（1939年）
7. 鏡を持つ女　（1928年、滞欧作品）
8. 箱根　（1938年）
9. 裸婦三人　（制作年不詳）
10. 裸婦仰臥　（制作年不詳）

### 東郷青児
1. 南風　（制作年不詳）
2. 超現実派の試み　（1929年）
3. ノスタルジー　（1926年）
4. サルタンバンク　（1924年）
5. 木の下の休憩　（1925年）
6. 窓　（1929年）
7. ベッド　（1925年）
8. 乙女　（制作年不詳）

### 岡田謙三
1. 窓辺　（1948年）
2. 紅色の上衣　（1946年）
3. 春　（1947年）
4. サーカス　（1947年）
5. 花売　（1931年）
6. 野外裸婦　（制作年不詳）
7. ラマ寺　（制作年不詳）

### 福沢一郎
1. 驚けるデイアナ　（1930年）
2. 牛　（1938年）
3. 三十歳の自画像　（1930年）
4. 怖るべき子供　（1930年）
5. 蟠桃園で桃を食う　（1949年）
6. 群像　（1948年）
7. マイ・ディア　（1931年）
8. 樹海　（1948年）

### 岡本太郎
1. 黒い太陽　（1949年）
2. 夜明け　（1948年）
3. 女　（1948年）
4. 露店　（1937年）
5. 作家　（1948年）
6. 憂愁　（1947年）
7. 群像　（1949年）
8. 傷ましき腕　（1936年）
9. 真昼の顔　（1948年）
10. 二人　（1948年）
11. 憂愁　（1947年）

## 補足
出品作家のうち、岡本太郎が戦後作品のみの出品となったため、海藤日出男は岡本に戦前作品の再現を懇願。岡本は1949年に『傷ましき腕」、『露店』の2点を再制作し出品した。